# Kagyu Rintchen Tcheu Ling
Pour les articles homonymes, voir Ling.
Kagyu Rintchen Tcheu Ling « jardin du Dharma précieux de la lignée orale » (KRTL) est une congrégation qui dirige le centre d'étude et de méditation du bouddhisme tibétain Palden Shangpa Montpellier.

## Histoire
Créé sous l'autorité de Kyabjé Kalou Rinpoché en 1975, le centre Palden Shangpa Montpellier est l'un des plus anciens centres du bouddhisme tibétain en France. Des maîtres éminents représentant la profondeur de la sagesse du Bouddhisme himalayen y ont été accueillis tels que le 16e Karmapa Rangjung Rigpe Dorje, le second Jangoeun Kongtrul Rinpoché, le 10e Pawo Rinpoché, Lama Tempa Gyamtso, Bokar Rinpoché, le 14e Dalaï-Lama, Sangyé Nyenpa Rinpoché, et d'autres personnalités remarquables.
Le centre Palden Shangpa Montpellier est affilié à l'école Shangpa Kagyu, une prestigieuse lignée de pratique et d'instructions orales issue de deux femmes yoginis Nigouma et Soukha Siddhi, dans l’Inde du XIe siècle. Kyoungpo Neldjor (977-1127), érudit et yogi accompli exceptionnel du Tibet, recueilli leurs enseignements et initia la lignée Shangpa. A l'heure actuelle, la lignée est détenue par Yangsi Kalou Rinpoché. En France, son siège principal est Palden Shangpa La Boulaye en Bourgogne.
Depuis juin 2017, la congrégation de Montpellier est constituée de trois lamas français : Lama Yeuntén (Supérieur succédant à Lama Seunam Tsering et Lama Dawa), Lama Patrick et Lama Bertrand, qui la dirigent de façon collégiale sous l'autorité spirituelle de Yangsi Kalou Rimpoche.

## Description
Le centre Palden Shangpa Montpellier possède un temple de 80 m2, construit en bois suivant la tradition himalayenne, orné d'un pignon d'or.   